# Pohádky z naší vesnice
Pohádky z naší vesnice je sbírka básní od spisovatele Vítězslava Hálka. Sbírka obsahuje 36 básní a poprvé vyšla roku 1874. Tato drobná epika má prostory zúžené a všední - návsi, dvory chalup a světnice s teplým krbem. Ve zdánlivě klidné a přehledné vsi se žijí propastné strasti, zrady a neštěstí, zklamání, jež ústí například v pomatení mysli. V těchto sociálních a psychologických baladách předvedl Hálek smysl pro paradox, nápovědu a pointu. Dílo Pohádky z naší vesnice je poslední sbírkou autora, jež byla vydána měsíc po jeho smrti.

## Charakteristika díla
Hálek se velmi zajímal o život na vesnici, upozorňuje na sociální rozpory. Básně v této sbírce realisticky zobrazují život vesnice, proto se dílo svým pojetím řadí k realismu. U této sbírky je název „pohádky“ velmi zavádějící. Pohádky jsou obecně chápány jako příběhy, které mají dobrý konec a dávají lidem naději, že vše dobře dopadne, jenže opak je zde pravdou. Některé básně jsou až dosti drsné. Právě umění dramatické zkratky a pointy osvědčil Hálek v baladách z nichž část zařadil do této sbírky.

## Děj
Hálkovi zde nešlo především o děj, ale o cíleně podanou pointu či myšlenku. Dokázal svými popisy ukázat, jak to na vesnici chodí. Na rozdíl od B. Němcové a její idylické vesnice se ukazuje úplně jiný obraz – realistický. Autor zde ukazuje obraz sociálních poměrů, lidské opuštěnosti, nevěry,…
V této sbírce jsou charakteristicky zajímavé a příznačné postavy, autor vypraví o tragických osudech lidí, kteří zlomeni lakotou, bídou nebo předsudky se stali směšnými figurkami, zobrazuje bolestné a smutné scény života nebo také zpracovává lidové pověsti.
Ve zdánlivě klidné a přehledné vsi se odehrávají nešťastné osudy, kruté exekuce. Lze také nalézt dost kontrastů např. generační problémy, vztahy rodičů s dětmi, vesnický život.

## Postavy
Sbírka nabízí také různorodost postav. Např. Matěj, který v básni Králův posel hledá královi budoucí královnu. Postava babičky ve Zlaté babičce zase udává jakýsi vzor pro děti. Postavy cikánů v Cikánské večeři zase ukazují jejich pospolitost, která v jejich komunitě vládne. Král Sáva, jež se objevuje ve stejnojmenné básni se snaží nalézt opravdu šťastné lidi. Muzikanti zase znamenají spojení se světem. Nejednou ovšem hrají nejenom pro obveselení, ale do vojenského pochodu (Rekruti, Šumaři, Plukovní tambor). Písničkář, vžitá role Hálka básníka, je v Pohádkách z naší vesnice představen jako všemi uznávaná instituce, neboli jako mluvčí všech.

## Jazyk
Hálek se snažil, aby všechny verše působily prostě a aby byly srozumitelné. Užíval proto často hovorových prvků, dával některým básním humorný a místy až důvěrný tón.

## Adaptace díla
Roku 1910 vyšla sbírka od Viktora Dyka. Sbírka je velmi satiricky laděna a nese název Pohádky z naší vesnice, který odkazuje na básnickou sbírku V. Hálka. Hálkovy verše byly také často zhudebňovány - např. Bedřichem Smetanou.

### Dílo online
HÁLEK, Vítězslav. Pohádky z naší vesnice. Praha: J. Otto, 1905. 90 s. Dostupné online. Vítězslav Hálek Edice podle Nosovského Soupisu československé literatury za léta 1901-1925.